# Carl von Thell
Philip Carl von Thell, född oktober 1840 i Nye, Jönköpings län, död 9 april 1928 i Stockholm, var en svensk major och träsnidare.
Han var son till Philip Martin von Thell och Mathilda Lagercrantz och från 1847 gift med Gerda Ellen Christina Lindgren. Thell blev underlöjtnant vid Kalmar regemente 1859 och avslutade sin militära karriär som major 1893. Under sina sista år som militär började han snida träföremål och efter sin pensionering specialiserade han sig på att tillverka klockfodral i barock- och rokokostil. Thell finns representerad med en pendyl vid Norra Smålands regemente.  